# Ескасуська угода
Регіона́льна уго́да про до́ступ до інформа́ції, у́часть грома́дськості та до́ступ до правосу́ддя з пита́нь довкі́лля в Лати́нській Аме́риці та Кари́бському басе́йні (більш відома як Ескасуська угода) — міжнародний договір, підписаний 25 країнами та ратифікований 15 країнами Латинської Америки та Карибського басейну щодо протоколів захисту довкілля.
Ця угода була першою укладеною Економічною комісією для Латинської Америки та Карибського басейну (Cepal), агентством Організації Об'єднаних Націй. Угода була спочатку підписана 14 країнами 27 та 28 вересня 2018 року в рамках щорічного засідання Генеральної Асамблеї ООН, а пізніше ще 10 країнами та очікує на відповідний процес ратифікації кожною державою-підписантом. На даний момент вона має п'ятнадцять держав-учасниць (Антигуа і Барбуда, Аргентина, Беліз, Болівія, Чилі, Еквадор, Гренада, Гаяна, Мексика, Нікарагуа, Панама, Сент-Кітс і Невіс, Сент-Вінсент і Гренадини, Сент-Люсія та Уругвай).
Угода є результатом Конференції ООН зі сталого розвитку (Ріо+20), що відбулася в 2012 році, і Рішення Сантьяго, прийнятого в 2014 році 24 країнами. З цього моменту почався переговорний процес між 24 зацікавленими країнами через комісію під співголовуванням делегацій Чилі та Коста-Рики. Після чотирьох років переговорів Регіональна угода була ухвалена 4 березня 2018 року в коста-риканському місті Есказу.
Ця угода має на меті гарантувати реалізацію прав на доступ до екологічної інформації та участь громадськості в процесах прийняття рішень і доступ до правосуддя в довкіллі, а також застосовувати та посилювати елементи, пов'язані із захистом прав на сталий розвиток і проживання в здоровому середовищі. Його положення включають гендерну перспективу, відкритий уряд і пріоритетні критерії в його застосуванні для людей у вразливих ситуаціях. Крім того, в ньому є розділ про захист прав захисників в екологічних питаннях.

## Тло

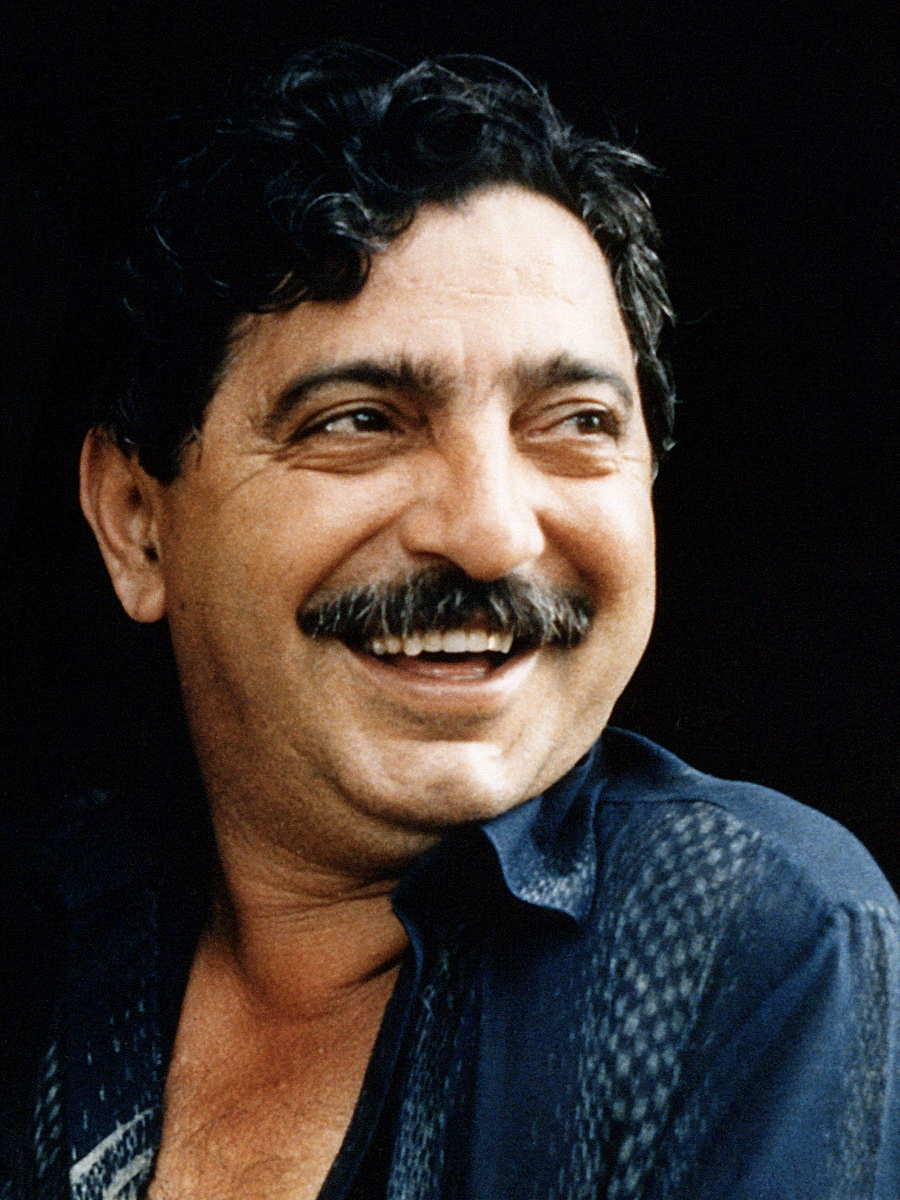
Чіко Мендес у 1988 році перед його вбивством через його екологічну активність у Бразилії.

Декларація Ріо про довкілля та розвиток, ухвалена на другому саміті Землі в Ріо-де-Жанейро в 1992 році, включала проголошення 27 фундаментальних принципів, включаючи принцип 10:
|  | Принцип 10 Екологічні проблеми найкраще вирішувати за участю всіх зацікавлених громадян на відповідному рівні. На національному рівні кожен повинен мати належний доступ до екологічної інформації, якою володіють органи державної влади, включаючи інформацію про небезпечні матеріали та діяльність у своїх громадах, а також можливість брати участь у процесах прийняття рішень. Держави повинні сприяти та заохочувати обізнаність та участь громадськості, роблячи інформацію доступною для всіх. Необхідно забезпечити ефективний доступ до судових та адміністративних процедур, включаючи відшкодування та засоби правового захисту. |

Двадцять років потому, під час Конференції ООН зі сталого розвитку (Ріо+20), яка проходила з 20 по 22 червня 2012 року в Ріо-де-Жанейро, десять урядів Латинської Америки та Карибського басейну просували Декларацію про застосування принципу 10 Декларація Ріо. До цих десяти країн належать Чилі, Коста-Рика, Домініканська Республіка, Ямайка, Мексика, Панама, Парагвай, Перу та Уругвай. У цій заяві десять країн підтвердили:
|  | Необхідно взяти на себе зобов'язання щодо повної реалізації прав на доступ до екологічної інформації, участь та правосуддя, закріплених у Принципі 10 Декларації Ріо-де-Жанейро 1992 року. Тому ми висловлюємо нашу готовність ініціювати процес, який вивчає можливість створення регіонального інструменту, який може варіюватися від посібників, семінарів, передового досвіду до Регіональної конвенції, відкритої для всіх країн Регіону та за конструктивної участі всіх зацікавлених громадян. |

З цієї декларації почався процес розробки договору, який мав підготовчу фазу з 2012 по 2014 роки, кульмінацією якої стала Декларація Сантьяго в Чилі, а потім переговори, які проходили з 2014 по 2018 рік, завершившись Угодою Есказу в Коста-Риці 4 березня 2018 р. З цього моменту розпочався процес підписання та ратифікації договору, який був відкритий для підписання країнами Латинської Америки та Карибського басейну протягом двох (2) років з 27 вересня 2018 року та до 26 вересня 2020 року.

## Зміст
Основна мета угоди, згідно з її ст.1:
|  | Гарантувати повну та ефективну реалізацію в Латинській Америці та Карибському басейні прав на доступ до екологічної інформації, участь громадськості в процесах прийняття рішень з екологічних питань та доступ до правосуддя з екологічних питань, а також створення та зміцнення потенціалу та співпраці, що сприятиме захисту права кожної людини, нинішнього та майбутніх поколінь, на життя в здоровому довкіллі та на сталий розвиток. |

Статті договору такі:

### Ключові принципи та поняття
|  | * Стаття 1. Ціль - У ньому йдеться про важливість гарантування прав на доступ до екологічної інформації, участь громадськості в процесах прийняття екологічних рішень та доступ до правосуддя з екологічних питань. - Стаття 2. Дефініції - У ньому викладено різні поняття, що використовуються в документі, щоб читач міг легко зрозуміти, про що йде мова. Це такі поняття, як "право доступу", "компетентний орган", "екологічна інформація", "громадськість" та "вразливі особи або групи" - Стаття 3. Принципи - Принципи, які реалізуються з Угоди, є наступними: "Принцип рівності та принцип недискримінації", "Принцип прозорості та принцип підзвітності", "Принцип нерегресивності та принцип прогресивності", "Принцип добросовісності", "Превентивний принцип", "Принцип обережності", Принцип справедливості між поколіннями", "Принцип максимальної публічності", "Принцип постійного суверенітету держав над своїми природними ресурсами", "Принцип суверенної рівності держав" та "Принцип орієнтованості на людину". - Стаття 4. Загальна диспозиція - Вона визначає різні положення, яких зобов'язана дотримуватися і виконувати кожна Сторона Угоди. Вони варіюються від гарантування права на життя в здоровому довкіллі та вжиття необхідних заходів для дотримання Угоди до можливості просування змісту Угоди на міжнародних форумах, коли це пов'язано з екологічними питаннями. |

### Угоди
|  | * Стаття 5. Доступ до екологічної інформації - Вона встановлює важливість полегшення доступу до екологічної інформації для всіх представників громадськості, в тому числі для осіб або груп, які перебувають у вразливому становищі. Вона також роз'яснює засоби, за допомогою яких цей доступ до екологічної інформації буде надаватися, а також ситуації, в яких у ньому може бути відмовлено. - Стаття 6. Формування та поширення екологічної інформації - Вона визначає різні способи, якими кожна Сторона Угоди повинна поширювати створену та/або зібрану інформацію, забезпечуючи її багаторазове використання та наявність у доступних форматах. Вона також встановлює для кожної Сторони термін не пізніше п'яти років для підготовки національної доповіді про стан довкілля. - Стаття 7. Участь громадськості в процесах прийняття екологічних рішень - Вона передбачає важливість участі громадян у процесах прийняття рішень з екологічних питань та описує засоби, за допомогою яких це забезпечується. - Стаття 8. Доступ до правосуддя з екологічних питань - Вона встановлює гарантії кожної Сторони Угоди щодо забезпечення доступу громадян до засобів правосуддя з питань, що стосуються довкілля, через механізми підтримки, а також безоплатної технічної та правової допомоги. - Стаття 9. Захисники прав людини в екологічних питаннях - Означає гарантію Сторін забезпечити безпечне та захищене середовище для осіб, груп та організацій, які просувають та захищають права людини у сфері довкілля, щоб вони могли діяти без погроз, обмежень та небезпеки. |

### Положення
|  | * Стаття 10. Нарощування потенціалу - Кожна сторона зобов'язується розбудовувати та зміцнювати свій національний потенціал для виконання положень Угоди. - Стаття 11. Співробітництво - Вона встановлює співробітництво сторін для зміцнення їхніх національних потенціалів з метою ефективного виконання Угоди, а також визначає, що вони повинні заохочувати партнерство з організаціями та державами в інших регіонах. - Стаття 12. Центр обміну інформацією - Сторони матимуть віртуальний і загальнодоступний інформаційний центр з питань прав доступу. - Стаття 13. Національна імплементація - Це означає зобов'язання кожної Сторони забезпечити засоби імплементації для виконання зобов'язань за Угодою. - Стаття 14. Фонд добровільних внесків - Створює Добровільний фонд для підтримки фінансування імплементації Угоди, до якого кожна Сторона може робити добровільні внески. - Стаття 15. Конференція сторін - Створює Конференцію Сторін, чергові засідання якої проводяться через регулярні проміжки часу, що визначаються Конференцією Сторін, з метою перегляду та сприяння виконанню і підвищенню ефективності цієї Угоди.. - Стаття 16. Право голосу - Кожна Сторона Угоди матиме один голос. - Стаття 17. Секретар - Виконавчий секретар Економічної комісії для Латинської Америки і Карибського басейну забезпечує секретарське обслуговування Угоди. Його функції включають скликання засідань Конференцій Сторін та надання допомоги Сторонам на їхнє прохання. - Стаття 18. Комітет із забезпечення дотримання вимог - Створюється Комітет імплементаційної підтримки для сприяння імплементації та підтримки Сторін у виконанні Угоди. Цей комітет є консультативним, прозорим, неконфронтаційним, несудовим і некаральним. - Стаття 19. Вирішення конфліктів - Дії, які Сторони можуть вжити у разі виникнення спору для його врегулювання, можуть включати переговори між Сторонами, передачу спору до Міжнародного Суду ООН або арбітраж, який буде створений Конференцією Сторін. - Стаття 20. Поправки - Поправки до Угоди можуть бути запропоновані будь-якою Стороною і приймаються шляхом консенсусного голосування, для прийняття яких необхідна більшість у три чверті голосів Сторін, що беруть участь у засіданні. - Стаття 21. Підписання, ратифікація, прийняття, затвердження та приєднання - Угода відкрита для підписання та приєднання всіх країн Латинської Америки та Карибського басейну. - Стаття 22. Набрання чинності - Вона встановлює, що Угода набуває чинності через дев'яносто днів з дати здачі на зберігання одинадцятої ратифікаційної грамоти або документа про прийняття, схвалення або приєднання. У ньому також пояснюється, що для кожної держави, яка ратифікує, прийме або затвердить Угоду після цього періоду, повинен пройти такий самий дев'яностоденний період, перш ніж вона набуде чинності для цієї держави. - Стаття 23. Застереження - Жодні застереження щодо Угоди не допускаються. - Стаття 24. Скарга - Після закінчення трирічного періоду з дня набрання чинності Угодою будь-яка Сторона може вийти з Угоди з Депозитарієм, яка набирає чинності через рік після закінчення одного року з дня виходу. - Стаття 25. Депозитарій - Визначає, що Генеральний секретар Організації Об'єднаних Націй є Депозитарієм Угоди. - Стаття 26. Автентичні тексти - Оригінальний примірник Угоди, тексти якої складені англійською та іспанською мовами, здається на зберігання Генеральному секретарю Організації Об'єднаних Націй. |

## Процес

### Походження та переговори

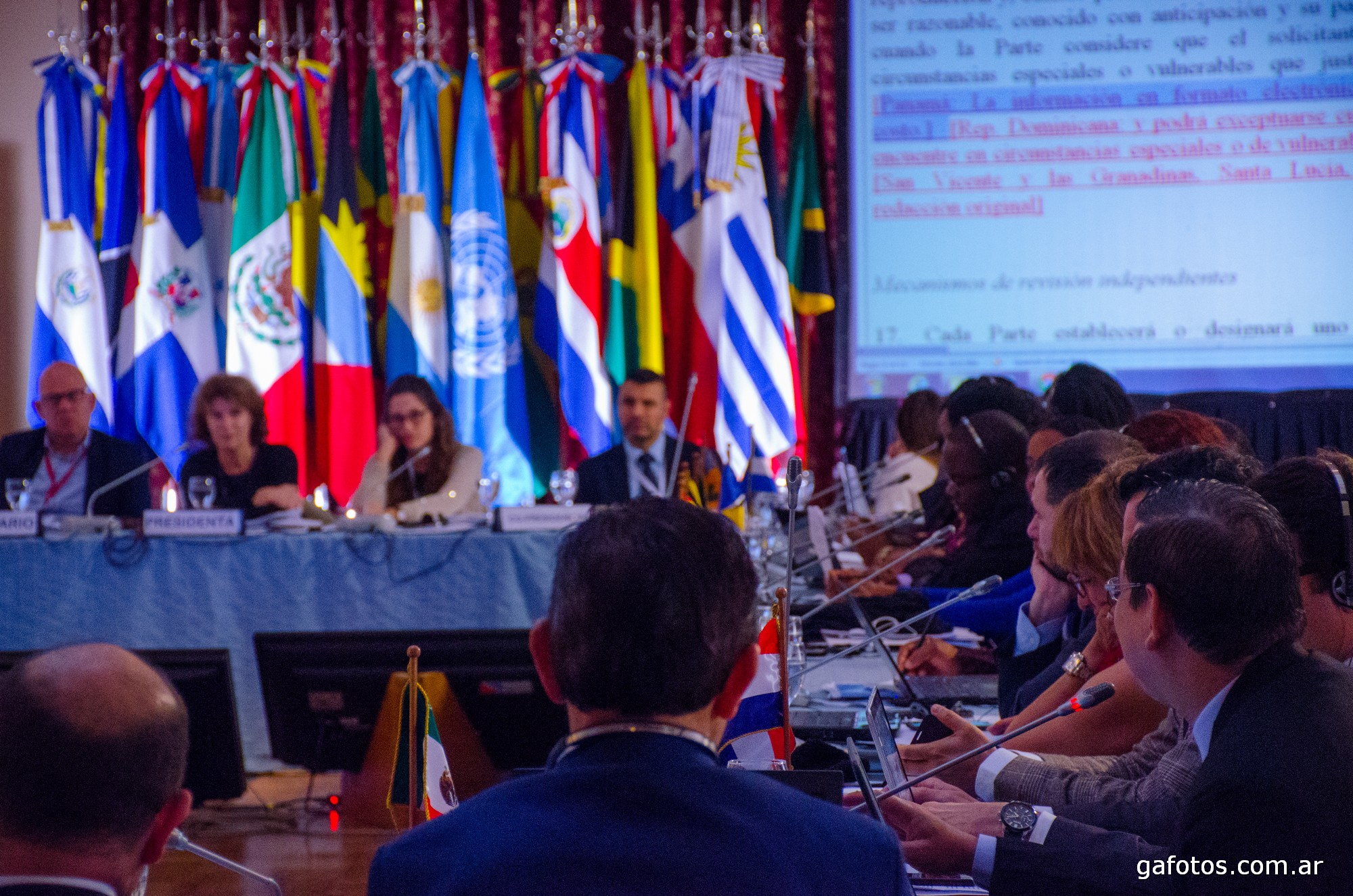
VII засідання переговорного комітету угоди, що відбулося в Буенос-Айресі, Аргентина, з 31 липня по 4 серпня 2017 року.

Підготовчий етап угоди тривав два роки. Воно почалося 22 червня 2012 року під час Конференції ООН зі сталого розвитку (Ріо+20) і закінчилося рішенням Сантьяго 10 листопада 2014 року. Це єдина зобов'язуюча угода, що походить від Ріо+20, першої регіональної екологічної угоди в Латинській Америці та Карибському басейні, а також першої у світі, яка прийняла спеціальні положення щодо правозахисників у питаннях довкілля.
Після Рішення Сантьяго було сформовано Раду директорів, до складу якої входять дві країни-співголови та ще п'ять членів. Для діалогу з правлінням було сформовано Комітет з переговорів, у якому брали участь Рада директорів і шість представників громадськості. Перша рада директорів складалася з наступних семи країн:
- Чилі та Коста-Рики, як співголів Ради директорів, і
- Аргентина, Мексика, Перу, Сент-Вінсент і Гренадини та Тринідад і Тобаго як члени Ради директорів.

У переговорах також взяли участь різні верстви населення: представники громадськості, організацій громадянського суспільства та наукові експерти.
Двадцять чотири з 33 країн-членів Економічної комісії для Латинської Америки та Карибського басейну (Cepal) брали участь у фінальному переговорному процесі угоди в коста-риканському місті Есказу, який завершився укладенням угоди 4 березня 2018 року.

### Підпис

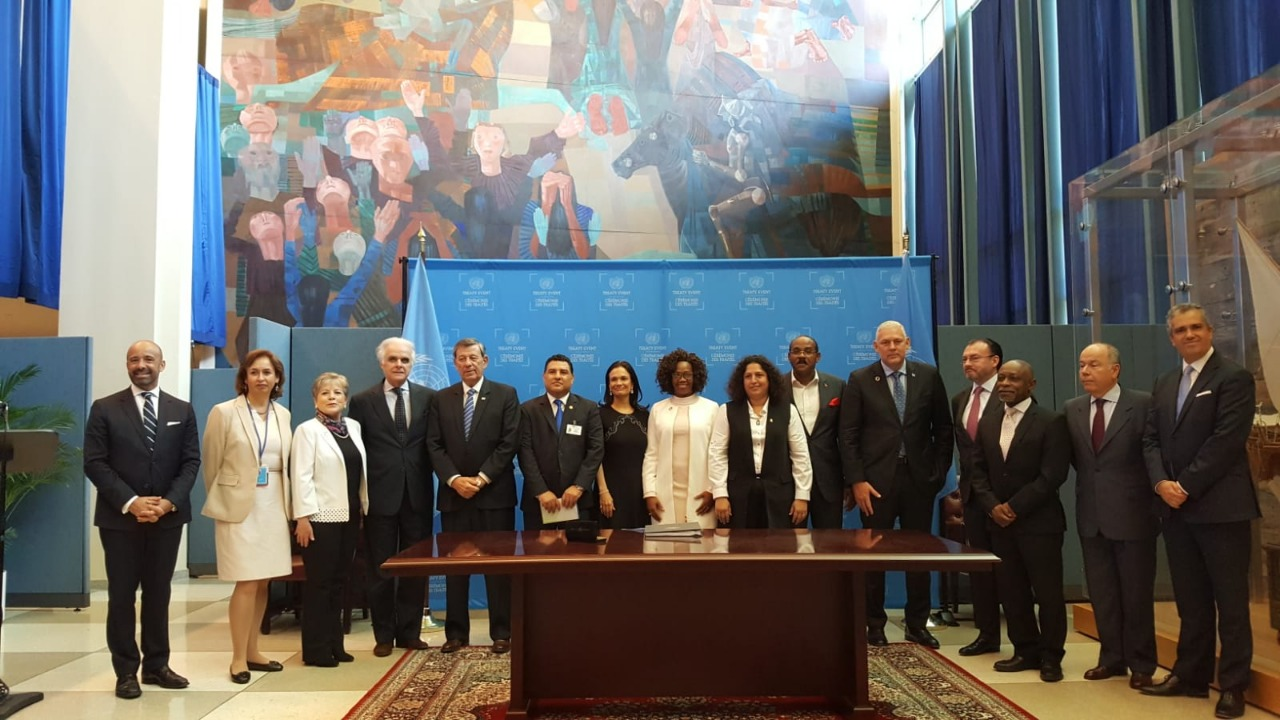
У рамках Генеральної Асамблеї ООН 27 вересня 2018 року була відкрита для підписання Угода Есказу.

27 вересня 2018 року розпочався процес підписання кожною з країн-підписантів угоди під час святкування Генеральної Асамблеї ООН у Нью-Йорку, США. Спочатку угоду підписали 14 країн: 12 на початковій церемонії та ще 2 (Гаїті та Домініканська Республіка) у другій половині дня того ж дня.
Наступного року і наступного дня, 28 вересня 2019 року, Парагвай підписав угоду. У липні 2019 року Сент-Вінсент і Гренадини підписали договір. 24 і 26 вересня Беліз і Домініка підписали договір.
Термін підписання документу закінчився 26 вересня 2020 року. З 33 країн Латинської Америки і Карибського басейну, врахованих в угоді, її підписали 24 країни. Ті країни, які підписали до цього періоду, можуть перейти до її ратифікації в будь-який час. Ті, хто не підписали його, більше не будуть підписантами. Однак вони можуть стати сторонами договору через процес приєднання, одноетапний процес, еквівалентний ратифікації.

### Ратифікація
Після підписання угоди в ООН держави можуть її схвалити, ратифікувати або прийняти.
18 квітня 2019 року відбулася перша ратифікація Угоди Гаяною. Через кілька місяців, 26 і 27 вересня, ще п'ять країн ратифікували: Болівія, Ямайка, Сент-Кітс і Невіс, Сент-Вінсент і Гренадини та Уругвай.
4, 9 і 10 березня 2020 року Антигуа і Барбуда, Нікарагуа і Панама ратифікували відповідно. Еквадор здав на зберігання свою ратифікаційну грамоту 21 травня того ж року. 24 вересня Аргентина одноголосно ратифікувала договір. 5 листопада сенат Мексики також одноголосно схвалив ратифікацію угоди.
31 травня 2022 року Сенат Чилі ратифікував угоду 31 голосом «за», 1 проти та 11 утрималися.

### Термін дії
Договір передбачав, що він набуде чинності через 90 днів після того, як принаймні 11 документів про ратифікацію будуть здані на зберігання в Генеральний секретаріат ООН . Після виконання цієї умови договір набув чинності 22 квітня 2021 року.

## Залучені країни

Карта з країнами-учасницями та потенційними підписантами (оновлена станом на квітень 2021 року):
Країни, які ратифікували Угоду.
Країни-підписанти Угоди.
Країни, які можуть приєднатися до Угоди.

На сьогодні угоду ратифікували 15 країн (Антигуа і Барбуда, Аргентина, Беліз, Болівія, Чилі, Еквадор, Гренада, Гаяна, Мексика, Нікарагуа, Панама, Сент-Кіттс і Невіс, Сент-Вінсент і Гренадини, Сент-Люсія та Уругвай); Так само є 11 країн-підписантів, ратифікація яких очікується (Бразилія, Колумбія, Коста-Рика, Домініка, Гренада, Гватемала, Гаїті, Ямайка, Парагвай, Перу та Домініканська Республіка).
| Країна                   | Статус                   | Підписання         | Ратифікація                                           | Посиляння     |
| ------------------------ | ------------------------ | ------------------ | ----------------------------------------------------- | ------------- |
| Антигуа і Барбуда        | Переговорник і підписант | 27 вересня 2018    | 4 березня 2020                                        | [ 26 ] [ 27 ] |
| Аргентина                | Переговорник і підписант | 27 вересня 2018    | 24 вересня 2020                                       | [ 4 ] [ 26 ]  |
| Багамські Острови        | Без участі               |                    |                                                       |               |
| Барбадос                 | Без участі               |                    |                                                       |               |
| Беліз                    | Підписант                | 24 вересня 2020    | 7 березня 2020                                        | [ 3 ]         |
| Болівія                  | Переговорник і підписант | 2 листопада 2018   | 26 вересня 2019                                       | [ 3 ]         |
| Бразилія                 | Переговорник і підписант | 27 вересня 2018    |                                                       | [ 26 ]        |
| Чилі                     | Переговорник і підписант | 18 березня 2022    | 31 травня 2022                                        | [ 23 ] [ 28 ] |
| Колумбія                 | Переговорник і підписант | 11 грудня 2019     | 10 жовтня 2022 (очікує розгляду Конституційним судом) | [ 29 ] [ 30 ] |
| Коста-Рика               | Переговорник і підписант | 27 вересня 2018    |                                                       | [ 26 ]        |
| Куба                     | Без участі               |                    |                                                       |               |
| Домініка                 | Переговорник і підписант | 26 вересня 2020    |                                                       |               |
| Еквадор                  | Переговорник і підписант | 27 вересня 2018    | 21 травня 2020                                        | [ 26 ] [ 31 ] |
| Сальвадор                | Творець угод             |                    |                                                       |               |
| Гренада                  | Переговорник і підписант | 26 вересня 2019    |                                                       |               |
| Гватемала                | Переговорник і підписант | 27 вересня 2018    |                                                       | [ 26 ]        |
| Гаяна                    | Підписант                | 27 вересня 2018    | 18 квітня 2019                                        | [ 26 ]        |
| Гаїті                    | Підписант                | 27 вересня 2018    |                                                       | [ 26 ]        |
| Гондурас                 | Творець угод             |                    |                                                       |               |
| Ямайка                   | Переговорник і підписант | 26 вересня 2019    |                                                       | [ 32 ] [ 33 ] |
| Мексика                  | Переговорник і підписант | 27 вересня 2018    | 5 листопада 2020                                      | [ 21 ] [ 26 ] |
| Нікарагуа                | Підписант                | 27 вересня 2019    | 9 березня 2020                                        | [ 27 ]        |
| Панама                   | Переговорник і підписант | 27 вересня 2018    | 10 березня 2020                                       | [ 26 ] [ 27 ] |
| Парагвай                 | Переговорник і підписант | 28 вересня 2018    |                                                       | [ 26 ]        |
| Перу                     | Переговорник і підписант | 27 вересня 2018    |                                                       | [ 34 ]        |
| Домініканська Республіка | Переговорник і підписант | 27 вересня 2018    |                                                       | [ 26 ]        |
| Сент-Кіттс і Невіс       | Переговорник і підписант | 26 вересня 2019    | 26 вересня 2019                                       | [ 32 ] [ 35 ] |
| Сент-Вінсент і Гренадини | Переговорник і підписант | 12 липня 2019      | 26 вересня 2019                                       | [ 32 ]        |
| Сент-Люсія               | Переговорник і підписант | 27 вересня de 2018 | 1 грудня 2020                                         | [ 26 ]        |
| Суринам                  | Без участі               |                    |                                                       |               |
| Тринідад і Тобаго        | Творець угод             |                    |                                                       |               |
| Уругвай                  | Переговорник і підписант | 27 вересня 2018    | 27 вересня 2019                                       | [ 26 ] [ 20 ] |
| Венесуела                | Без участі               |                    |                                                       |               |

## Процеси в кожній країні

### Аргентина
Аргентина визнала право на здорове, збалансоване довкілля, придатне для людського розвитку для всіх її жителів (стаття 41), у своїй національній конституції через реформу 1994 року. Там також було встановлено спосіб організації екологічного регулювання відповідно до федеральної системи: нація диктувала правила мінімальних бюджетів захисту, а провінції — необхідні правила для їх доповнення, не змінюючи юрисдикції провінцій.
З цього моменту були санкціоновані різні норми, які регулювали аспекти управління довкіллям та об'єднували права на доступ до публічної інформації, участь громадян і доступ до правосуддя з екологічних питань відповідно до Принципу 10 Ріверської декларації. Загальний закон про довкілля (LGA) № 25,675 від 2002 року об'єднує екологічну інформацію (статті 16-18) як екологічний інструмент управління та політики, регулює участь громадян (статті 19-21) і забезпечує центральні елементи доступу до інформації. статті 30-33). Так само Закон № 25831 від 2002 року про доступ до публічної екологічної інформації (LAIPA) конкретно регулює різні аспекти права на доступ до публічної екологічної інформації.
В Аргентині, як і в інших країнах регіону, зросла соціальна мобілізація проти проектів інтенсивної експлуатації природних ресурсів, таких як видобуток корисних копалин або вуглеводнів, вирубка лісів у результаті невибіркового розширення сільськогосподарських кордонів та масштабних інфраструктурних робіт. Соціальна опозиція пов'язана не лише з проблемами реалізації прав доступу, а й з необхідністю обговорення переважаючої моделі розвитку, яка ставить під загрозу засоби існування соціальних груп і спільнот. Для Orellana (2014) ці конфлікти загрожують демократичному врядуванню та соціальній стабільності.
Аргентинська Республіка стала десятою країною, яка ратифікувала Угоду Есказу через Закон 27 566, опублікований в Офіційному віснику 19 жовтня 2020 року. Ратифікація договору була схвалена переважною більшістю Палати депутатів: 240 голосами «за», 4 «проти» і двоє утрималися. Сенат Республіки схвалив його одноголосно.
Угоду Есказу було досягнуто в ключовий момент, оскільки вона має пріоритетним завданням подолання надзвичайної ситуації у сфері охорони здоров'я, а також похідних економічних і соціальних наслідків. Кліматична криза вразила Аргентину відразу після того, як пожежі поширилися по всій національній території, тому надзвичайно важливо, щоб Аргентина ратифікувала договір, щоб допомогти та захистити людей і населення, які постраждали.
Метою Угоди є гарантування доступу до публічної інформації, доступу до правосуддя та сприяння участі громади в екологічних питаннях. В Аргентині існують положення про доступ до інформації з питань довкілля, які включають Загальний екологічний закон про довкілля, Закон про режим вільного доступу до публічної екологічної інформації та Указ 1172/03 про доступ до публічної інформації.

### Чилі
З часів першого уряду президента Себастьяна Піньєри Республіка Чилі була однією з держав, яка найбільше брала участь у процесі розробки та узгодження цієї угоди, яка розпочалася в Сантьяго в 2014 році. Чилійська делегація разом з Коста-Рикою була співголовою ради директорів, яка керувала переговорним процесом (також складається з делегацій Аргентини, Мексики, Перу, Сент-Вінсента і Гренадин і Тринідаду і Тобаго).
Однак другий уряд Себастьяна Піньєри вирішив не брати участі в первинному підписанні Угоди. Кароліна Шмідт, міністерка довкілля, за кілька днів до церемонії оголосила, що країна відкладає його підписання через резолюцію Міністерства закордонних справ цієї країни. У своїй промові перед Генеральною Асамблеєю ООН, яка була здійснена разом із підписанням, Піньєра рішуче наголосив на прихильності свого уряду теперішньому та майбутньому захисту довкілля, зробивши своє рішення не підписувати угоду незрозумілим для різних національних та міжнародних організацій. про що він також не згадав, незважаючи на те, що представляв країну, яка очолила його просування в Латинській Америці в попередні роки.

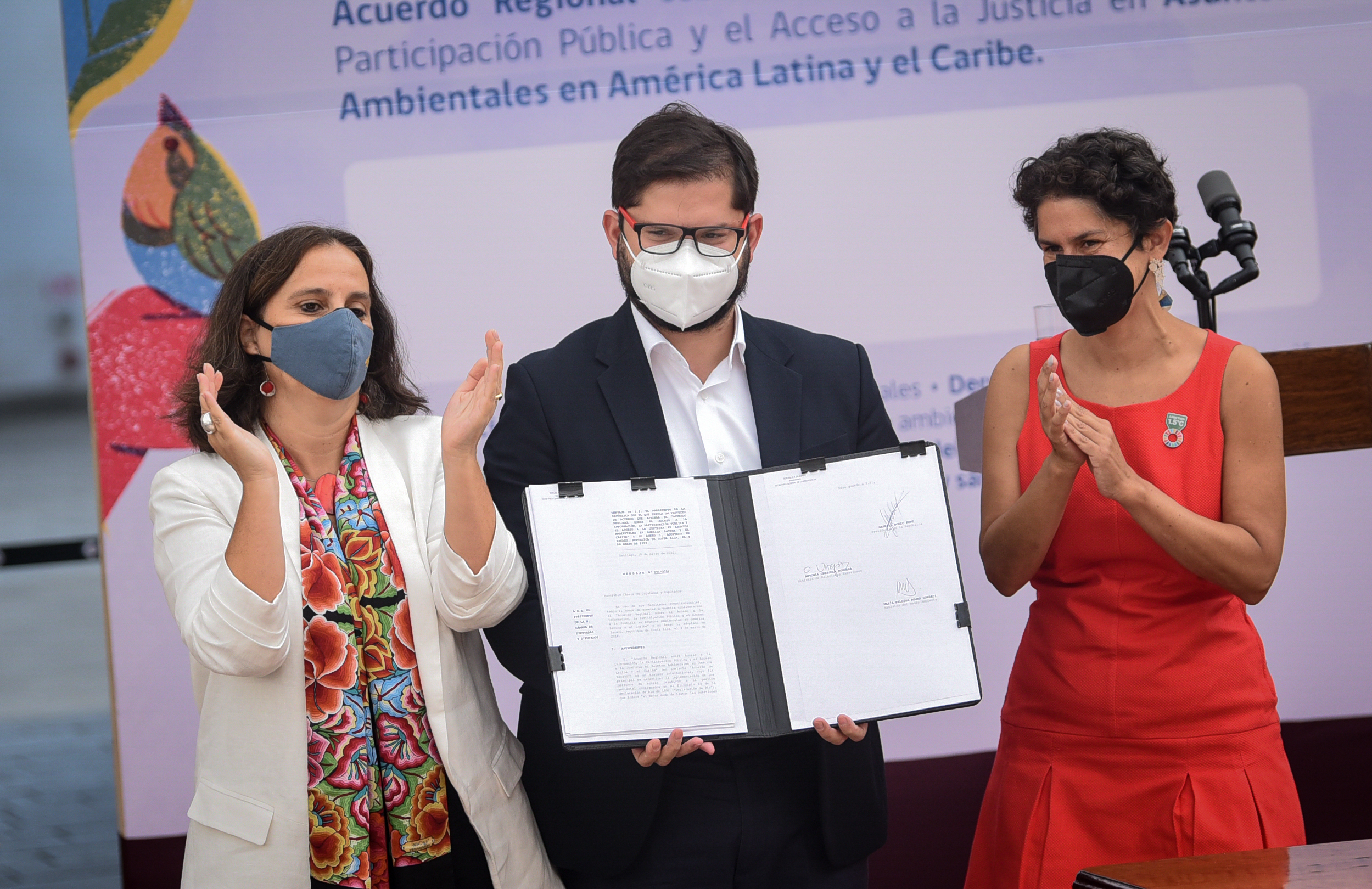
Підписання угоди президентом Чилі Габріелем Боріком і міністерками закордонних справ Антонією Уррехолою та довкілля Майсою Рохас.

Відтермінування підписання відкинули парламентарі та люди, які брали участь у переговорах, які призвели до підписання угоди. За даними преси, відстрочка мала б більш детально розглянути можливість подання позовів до Міжнародного суду в рамках Боготського пакту. Цей факт стався за кілька днів до того, як той самий суд оголосив рішення за позовом Болівії проти Чилі щодо переговорів про вихід до моря.
22 вересня 2020 року чилійські ЗМІ повідомили про рішення уряду Себастьяна Піньєри не підписувати договір. Проте кілька експертів у галузі міжнародного та екологічного права заявили, що Угода Есказу не ставить під загрозу суверенітет країни. 13 жовтня 2020 року Сенат Республіки схвалив два проекти угод, які закликають президента схвалити Угоду Есказу.
18 березня 2022 року президент Габріель Борік підписав угоду, зробивши це своїм першим законопроектом, надісланим до Конгресу Чилі з моменту створення його уряду тижнем раніше. 31 травня 2022 року Сенат Чилі 31 голосом «за», 3 «проти» та 11 утрималися схвалив Регіональну угоду про доступ до інформації, участь громадськості та доступ до правосуддя з питань довкілля в Латинській Америці та Карибському басейні, включаючи «інтерпретаційна декларація», яка була запропонована в попередньому законодавчому процесі, яка вказує на застосування угоди щодо внутрішнього права; визнає прогрес країни в частині доступу до інформації, участі та, серед іншого, доступу до екологічної справедливості.

### Колумбія
11 грудня 2019 року Постійний представник Колумбії при ООН посол Гільєрмо Фернандес де Сото підписав Регіональну угоду про доступ до інформації, участь громадськості та доступ до правосуддя з питань довкілля в Латинській Америці та Карибському басейні в ООН.
Посол Фернандес де Сото зазначив, що підписання цього інструменту є історичною віхою для досягнення Колумбією Цілей сталого розвитку ООН.

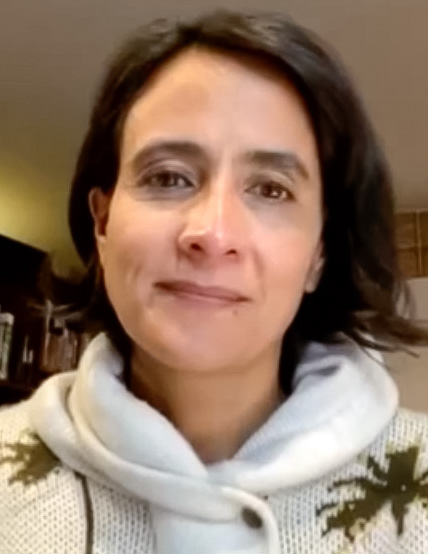
Сусана Мухамад, міністерка довкілля та сталого розвитку Колумбії, була однією із ініціаторок схвалення угоди Есказу.

У липні 2020 року уряд Колумбії подав до Конгресу законопроект про затвердження Угоди Есказу. Ця угода розвиває Принцип 20 Декларації Ріо про довкілля та розвиток, підписаної Колумбією на саміті Землі в 1992 році, декларації, яка ознаменувала шлях екологічної політики в Колумбії.
Наразі Угода Есказу затверджується для подальшої ратифікації, яка доповнить механізми та ініціативи в нормативних актах і державній політиці щодо доступу до інформації та участі.
Угода Есказу — це міжнародна угода екологічного характеру, яку Колумбія вирішила підписати рік тому. Ця Угода посилює місцеве управління, встановлюючи стандарти захисту захисників у питаннях довкілля. Ця ратифікація особливо важлива, оскільки вона спрямована на гарантування захисту життя екологічних лідерів, що є одним із головних викликів, з якими стикається країна в останні роки.
4 листопада 2020 року під керівництвом сенатора Хуана Дієго Гомеса Хіменеса відбулося спільне засідання Палати та Сенату, на якому мали на меті представити як негативну, так і позитивну презентацію Сенату PL 057, «через який регіональний схвалено Угоду про доступ до інформації, участь громадськості та доступ до правосуддя з питань довкілля в Латинській Америці та Карибському басейні; прийнятий в Есказу, Коста-Рика».
Після 4 годин засідання, в рамках обговорення ініціативи, члени цього законодавчого осередку, а також Національного Уряду представили декілька аргументів; що призвело до відкладення обговорення проекту до кількох слухань, щоб дозволити ратифікувати Угоду спільноті, Друга спільна комісія погодилася, що підтримає пропозицію, висунуту президентом, сенатором Хуаном Дієго Гомесом, який запросив провести два регіональні форуми для обговорення законопроекту, який передбачає ратифікацію Угоди Есказу.
Держава як виконавець міжнародної політики має два обличчя. З одного боку, природоохоронним територіям вдається легітимізувати інституції на території шляхом діалогу з громадами; з іншого, їм бракує територіальної легітимності, оскільки вони не гарантують безпеку соціальних лідерів і власного персоналу. У цьому сенсі Колумбія займає друге місце в світі за кількістю вбивств екологічних лідерів.
Наразі територіальна реальність Колумбії та її владні відносини між різними суб'єктами продовжують розумітися через непослідовну політику. Держава, як центральний актор, надсилає суперечливі сигнали: у той час як екологічні інституції прагнуть досягти угод з громадами на основі інклюзивного та демократичного підходу, інші інституції, які впроваджують політику примусового викорінення, повернення землі та політику оборони, суперечать цим відносинам довіри, що створює труднощі для відповідати порядку денному сталого розвитку до 2030 року.
На початку 2000 року Економічна комісія для Латинської Америки та Карибського басейну попередила про перешкоди, з якими стикаються обидва регіони на шляху досягнення комплексного управління водними ресурсами. Серед них головними є відсутність систем артикуляції, участь населення та відсутність публічної прозорості. Лише в 2010 році, коли була прийнята національна водна політика, і в 2012 році, коли були створені Басейнові ради, Колумбія висловила план усунення перешкод, які виявила Економічна комісія для Латинської Америки та Карибського басейну (Cepal). Саме ці стратегії були створені в рамках нещодавньої концепції управління водними ресурсами.
На додаток до перешкод Економічної комісії для Латинської Америки та Карибського басейну (Cepal), слід також враховувати високий рівень забруднення колумбійської води, особливо в головних містах: Богота, Картахена, Барранкілья, Букараманга, Калі та Медельїн . «… національні дослідження водних ресурсів показують, що приблизно 50 % води в Колумбії є поганої якості…»
26 липня 2022 року Сенат Колумбії під час своїх других дебатів схвалив цю законодавчу палату ратифікацію угод історичним голосуванням, 73 голоси «за» та 23 «проти». Зараз цей законодавчий проект надходить до Палати представників Колумбії, яка, якщо більшість проголосує за цю пропозицію, буде підписана президентом, що дасть йому свободу дій для його впровадження в екологічну політику нації.
8 жовтня 2022 року Палата представників Колумбії під час останніх дебатів ратифікувала угоду, щоб вона стала законом Республіки, проголосувавши 119 голосами за та 1 проти.

### Коста-Рика
Коста-Рика відмовилася ратифікувати угоду після приходу до влади Родріго Чавеса Роблеса в 2022 році.

### Еквадор
21 травня 2020 року Еквадор став дев'ятою країною, яка ратифікувала Угоду Ескасу. 92 голосами «за» Національна асамблея Еквадору одноголосно ратифікувала Угоду 5 лютого 2020 року. Раніше Конституційний суд визнав угоду Есказу конституційною.

### Мексика
Уряд Мексики підписав угоду 27 вересня 2018 року в особі міністра закордонних справ Луїса Відегарая Касо, що призвело до приєднання Мексики до договору. 24 жовтня того ж року текст було направлено до виконавчої влади для аналізу та обговорення його затвердження та ратифікації. Зазначений аналіз було проведено 29 листопада 2018 року в Сенаті Республіки.
Кілька місяців обговорювалася можливість ратифікації угоди, оскільки це є великим викликом для Мексики. Вищезазначене, оскільки це передбачає правильну модифікацію та сумісність мексиканської системи регулювання з положеннями цієї міжнародної угоди. Схвалити угоду відповідає Сенату Республіки.
4 листопада 2020 року відбулося робоче засідання Об'єднаних комітетів з міжнародних відносин: Латинської Америки та Карибського басейну; та довкілля, природні ресурси та зміна клімату. У цьому було постановлено після обговорення та голосування, затвердження угоди, одноголосним рішенням. Пленарне засідання мексиканського Сенату схвалило його одноголосно 66 голосами «за», жоден утримався і жоден голос «проти». Зазначений указ був опублікований 5 листопада 2020 року в газеті Сенату. Таким чином, Мексика стає одинадцятою країною, яка ратифікувала, що дало підстави для набуття чинності через 90 днів після останньої ратифікації. 5 листопада уряд Мексики та ООН привітали ратифікацію.
Ратифікація цієї угоди є доповненням до принципів, проголошених у Загальному законі про прозорість та доступ до публічної інформації, оскільки Угода відповідає принципу 10 Декларації Ріо. З 2012 року Мексика брала участь у всіх підготовчих зустрічах, в яких брали участь представники Міністерства довкілля (Semarnat), Міністерства закордонних справ (SRE) і Національного інституту доступу до інформації (INAI).
Ця угода є результатом 2-річної підготовчої фази та 9 зустрічей Комітету з переговорів, на яких Мексика запропонувала різні ідеї щодо її правильного розвитку. Сенатор Беатріс Паредес Ранхель гарантує, що ратифікація цієї угоди буде зосереджена на захисті екологічних проблем, і все це з точки зору поваги до прав людини через небезпеку бути захисником довкілля в Мексиці. Подібним чином інші органи влади висловили свої думки щодо того, що ця ратифікація принесе Мексиці, і вони запевняють, що ця згуртованість ратифікацій принесе Латинській Америці та Карибському басейну зобов'язання посилити державну політику в питаннях довкілля та прав людини.

### Нікарагуа
Угоду, як і всі країни, які ведуть переговори щодо цієї угоди, підписав 27 вересня 2019 року міністр закордонних справ Деніс Монкада. Його ратифікація відбулася 9 березня 2020 року на церемонії за участю Девіда Нанопулоса, голови договірного відділу ООН, і Хайме Ерміди Кастільо, постійного представника Нікарагуа при ООН. Президент Команданте Даніель Ортега, віце-президент Росаріо Мурільо та уряд Нікарагуа підтримали угоду.
Деякі з можливих причин, чому Нікарагуа підписала цю угоду, пов'язані зі скасуванням Указу Нікарагуа 76-2006 і пізніше Указу 20-2017, який представив оновлення Системи екологічної оцінки дозволів і авторизацій для Раціональне використання природних ресурсів. З цієї причини Угода Есказу є способом регулювання нормативно-правової бази Нікарагуа для сталого використання природних ресурсів, а також правильного застосування принципів участі громадян і демократії через Конституцію Республіки Нікарагуа та участь громадян Закон (Закон 475).

### Панама
Панама була одним із десяти урядів Латинської Америки та Карибського басейну, які просували Декларацію про застосування принципу 10 Декларації Ріо в 2012 році.
Законодавчі збори Панами одноголосно схвалили ратифікацію Угоди Есказу. Закон № 125 опубліковано 4 лютого 2020 року.

### Перу
У період з 2002 по 2014 рік у Перу було вбито понад 50 захисників довкілля, що поставило країну на четверте місце серед найнебезпечніших країн у світі для захисту довкілля. Більшість захисників — застрелені лідери корінного населення, які захищають свою територію від незаконної вирубки лісу та торгівлі наркотиками.
Більшість вбивств залишаються безкарними. Це був випадок лідера Ашанінка Едвіна Чоти та інших членів його громади, які були вбиті у вересні 2014 року після багатьох років захисту своєї території від торговців деревиною. З 2008 року Чота засуджував лісову мафію за розграбування та незаконну вирубку лісів на кордоні Перу та Бразилії перед судовою владою та регіональним урядом Укаялі, але фіскального втручання в цю територію не було. На відео 2013 року, за п'ять місяців до вбивства, Чота оголосив, що його життю загрожують нелегальні торговці деревиною. Справа залишається нерозкритою. 2 квітня 2019 року британський екологічний активіст Пол МакОлі був убитий і кремований в Ікітосі в регіоні Лорето. Справа залишається нерозкритою.
Республіка Перу була однією з десяти країн, які просували Декларацію про застосування принципу 10 Декларації Ріо в 2012 році. Крім того, він був частиною ради директорів, яка очолила переговорний процес, який розпочався в 2014 році, на чолі з Чилі та Коста-Рикою, а також у складі делегацій Аргентини, Мексики, Сент-Вінсента і Гренадин і Тринідаду і Тобаго. Після завершення процесу 27 вересня 2018 року Перу була однією з дванадцяти країн, які підписали міжнародний договір під час Генеральної Асамблеї ООН, яка відбулася в Нью-Йорку.
Після свого візиту до Перу з 21 січня по 3 лютого 2020 року Мішель Форст, спеціальний доповідач ООН, висловив стурбованість щодо невизнання, стигматизації та криміналізації захисників довкілля:
|  | Під час моєї зустрічі з представниками бізнес-сектору мене вразило використання двох відеороликів - для узагальнення та зображення екологічних правозахисників як людей, якими маніпулюють їхні адвокати та радники, що зображують їх як злочинців та терористів. Заява про завершення місії, лютий 2020 року |

Так само Форст звернувся до президента Мартіна Віскарри з проханням «прийняти багатогалузевий механізм захисту захисників, ухвалення якого наразі передбачено в Національному плані дій з прав людини на 2021 рік» і що «зростаючий тиск на природні ресурси ставить людей під загрозу, правозахисники піддаються великому ризику постраждати від недержавних суб'єктів, таких як компанії та злочинні мережі». Крім того, він надав рекомендації уряду Перу та пропозиції для приватних компаній у країні:
|  | Приватні компанії повинні демонструвати свою відданість правам людини та тим, хто їх відстоює, дотримуючись Керівних принципів ООН з питань підприємницької діяльності в аспекті прав людини. Вони також повинні забезпечити конструктивні консультації з громадами, на які впливає їхня діяльність, і створити або зміцнити ефективні механізми розгляду скарг і претензій. Крім того, приватним компаніям слід утримуватися від стигматизації та криміналізації правозахисників. |

Згодом, станом на 14 вересня 2020 року, п'ятеро захисників довкілля в Перу були вбиті: Арбільдо Мелендес Грандес (в регіоні Уануко) і Бенхамін Ріос Уріміші (в регіоні Укаялі); у травні це був Гонсало Піо Флорес (в регіоні Хунін), а в липні — Лоренцо Вампагкіт Яміль (в регіоні Амазонас): і у вересні Роберто Карлос Пачеко Вільянуева (в регіоні Мадре-де-Діос):
| Ім'я                             | Рід занять                                    | етнічна приналежність | Регіон     | вбивство           |
| -------------------------------- | --------------------------------------------- | --------------------- | ---------- | ------------------ |
| Арбільдо Мелендес Грандес        | лідер корінного населення                     | касібо-какатайбо      | Уануко     | 12 квітня 2020 р.  |
| Бенджамін Ріос Уріміші           | простолюдин                                   | Ашанінка              | ucayali    | 27 квітня 2020 р.  |
| Гонсало Піо Флорес               | лідер корінного населення                     | Ашанінка              | Хунін      | 17 травня 2020 р.  |
| Лоренцо Вампагкіт Ямі            | доглядач парку                                | Аваюн                 | Aмазонас   | 29 липня 2020 р.   |
| Роберто Карлос Пачеко Вільянуева | торговець лісом син еколога Деметріуса Пачеко | Метис                 | Матір Божа | 12 вересня 2020 р. |

6 червня 2020 року Омбудсмен Перу рекомендував Комісії з міжнародних відносин Конгресу Республіки схвалити договір Ескасу. 26 серпня Франциско Тавара Кордова, головний суддя Верховного Суду Республіки та президент Національної комісії з управління довкіллям при судовій владі, також оголосив, що звернеться до Конгресу з проханням ратифікувати Угоду. 31 серпня 2020 року Ліес Лінарес, віце-міністр управління довкіллям Міністерства довкілля, також запросив Комісію затвердити угоду на основі обґрунтованого рішення. Колегія інженерів Перу у своїй заяві виступила проти схвалення угоди, заявивши, що «це завдасть серйозної шкоди розвитку країни».
20 жовтня 2020 року Комісія з міжнародних відносин схвалила 9 голосами «за» і 3 «проти» висновок про архівацію ратифікації Перу Угоди Ескасу. Після висновку конгресмени Альберто де Белаунде, Абсалон Монтойя та Гільєрмо Аліага подали запит на повторний розгляд, який 23 жовтня було відхилено 10 голосами проти 3 переважною більшістю голосів.
Юрист Ана Лейва Валера з CooperAcción заявила, що очікується продовження дебатів і отримання схвалення наступного парламенту, який буде обраний на загальних виборах у Перу в 2021 році. Офіс омбудсмена, організації корінного населення та інші відповідні групи відхилили рішення Конгресу.
Луїс Ідальго Окімура, регіональний губернатор Мадре-де-Діос, висловив свою відмову, оскільки «Угода Есказу завдає шкоди регіону Амазонки та країні». Це не тільки робить країну залежною від волі міжнародних судів, але й змушує Перу втрачати незалежність у прийнятті рішень щодо своїх територій у питаннях довкілля. Пабло де ла Флор, виконавчий директор Національного товариства гірничої промисловості, нафти та енергетики (SNMPE), вважав ратифікацію угоди непотрібною, «оскільки вже існує інституція правозахисників». Представник бізнес-сектору де ла Флор також зазначив, що угода порушить принцип презумпції невинуватості, оскільки компанії, які звинувачуються в порушенні зобов'язань, будуть зобов'язані довести свою невинуватість. Де ла Флор додав, що компанії будуть змушені надавати екологічну інформацію, яка не буде оприлюднена. Франциско Тудела, колишній міністр закордонних справ і колишній віце-президент під час уряду Альберто Фухіморі, зазначив:
|  | Договір не додає нічого нового до перуанського законодавства. Більше того, остаточною інстанцією винесення рішення будуть не перуанські суди, а МАСПЛ, що порушує суверенітет Перу. Вирішення правових колізій опиниться в Коста-Риці. Що вражає в цьому договорі, так це те, що секретаріат цієї угоди постійно знаходиться в ЕКЛАК, органі ООН. Він не буде ротуватися, як в інших договорах. Стаття 23 Угоди не дозволяє Перу або будь-якій країні, що підписала її, робити будь-які застереження щодо сфери дії договору. Всі права, що містяться в цій конвенції, вже є в нашій Конституції, вона дублює перуанське законодавство і перуанську Конституцію.... Перуанські національні інстанції вичерпані для того, щоб інтернаціоналізувати проблеми. Це денаціоналізація ресурсів Перу... Ні Угоді Ескасу! El Montonero, 2 липня 2020. |

Маріо Лопес Чаваррі, канцлер і міністр закордонних справ, зазначив 26 жовтня, що «цілі Угоди Есказу не перестануть виконуватися в країні, незважаючи на те, що Комісія з міжнародних відносин Конгресу Республіки заархівувала» угоду і що це не створювало нових зобов'язань, а навпаки посилювало існуючі зобов'язання.
У червні та липні 2022 року деякі державні органи, які виступають за ратифікацію договору, зокрема Міністерство закордонних справ, Офіс омбудсмена, Судова влада, Міністерство довкілля, Верховний суд і спеціалізовані прокуратури з питань довкілля (FEMA).
У серпні 2022 року міністр закордонних справ Мігель Анхель Родрігес Маккей з уряду Педро Кастільо висловився проти ратифікації угоди, уточнивши, що «на даний момент (Угода Есказу) знаходиться в архіві, і вона повинна бути там, тому що вона не відповідає інтересам країни».

## Критики
Угода не залишилася без критики, тому в різних країнах є сектори, які виступають проти її ратифікації. Деякі з основних питань звинувачують у тому, що його нібито неоднозначне формулювання може означати втрату суверенітету держав на користь наднаціональних органів або судів або факт порушення принципу тягаря доказування, встановлюючи його вкладення.

#### Про вирішення спорів
|  | Стаття 19.- Вирішення спорів 1. Якщо між двома або більше Сторонами виникає спір щодо тлумачення або застосування цієї Угоди, вони намагаються вирішити його шляхом переговорів або будь-якими іншими прийнятними для них засобами врегулювання спорів. 2. При підписанні, ратифікації, прийнятті, затвердженні або приєднанні до цієї Угоди або в будь-який час після цього вона може письмово повідомити Депозитарію стосовно спорів, не врегульованих відповідно до пункту 1 цієї статті, що вона згодна вважати один або обидва з таких засобів врегулювання спорів обов'язковими у своїх відносинах з будь-якою Стороною, яка бере на себе таке ж зобов'язання: (a) передача спору до Міжнародного Суду; (b) арбітраж відповідно до процедур, які будуть встановлені Конференцією Сторін. 3. Якщо Сторони спору прийняли обидва засоби врегулювання спорів, зазначені в пункті 2 цієї статті, спір може бути переданий тільки до Міжнародного Суду ООН, якщо Сторони не домовляться про інше. |

#### Про повернення тягаря доказування
У законодавстві існує принцип, згідно з яким тягар доведення лягає на того, хто щось стверджує в суді. Це означає, що тягар або робота з доведення твердження має лягати на особу, яка порушує стан нормальності, стверджуючи, що володіє новою правдою щодо певного питання. В Угоді Есказу літера e. статті 8.3 містить положення, яке відкриває можливість інверсії цього принципу, згідно з яким будь-яка особа чи компанія, яку звинувачують у завданні негативного впливу на довкілля, повинна буде довести, що вона не завдавала такої шкоди, замість тих, ті, хто формулює це звинувачення, повинні його довести.
|  | Стаття 8.- Доступ до правосуддя з екологічних питань [...] 3. З метою гарантування права на доступ до правосуддя з питань, що стосуються довкілля, кожна Сторона, з урахуванням своїх обставин, має у своєму розпорядженні: [...] e. заходи для полегшення отримання доказів екологічної шкоди, де це доречно і можливо, такі як перерозподіл тягаря доказування та динамічний тягар доказування; |

Проте «в жодній із держав, які вже ратифікували Угоду Есказу, зміна тягаря в питаннях довкілля не стала загрозою принципу невинуватості, вторгнувшись у сферу дії кримінального права». За словами юриста Маріо Пенья Чакон, тягар доведення не відштовхнув нікого конкретно, незважаючи на те, що бізнес-асоціації стверджували, що виступають проти Угоди.